# Dobrze jest, jak jest
Dobrze jest, jak jest – singel polskiej piosenkarki Roksany Węgiel, wydany 5 czerwca 2019 nakładem wytwórni Universal Music Polska. Piosenkę skomponowali Ed Drewett, Ella Henderson, Mich Hansen, Daniel Mirza, Patryk Kumór, a słowa napisali Ed Drewett, Ella Henderson, Mich Hansen, Daniel Mirza.
Do piosenki został zrealizowany oficjalny teledysk, który został opublikowany premierowo 5 czerwca 2019 na kanale „Roksana Węgiel” w serwisie YouTube. Za jego reżyserię odpowiadał Sebastian Wełdycz.
30 października 2019 singel osiągnął status złotej płyty, a 6 maja 2020 –  platynowej.

## Lista utworów
Singel CD
1. „Dobrze jest, jak jest” – 2:59

## Notowania na listach przebojów

### Pozycje na listach airplay
| Kraj   | Lista (2019, 2020)         | Najwyższa pozycja |
| ------ | -------------------------- | ----------------- |
| Polska | AirPlay – Top              | 14                |
| Polska | AirPlay – Nowości          | 4                 |
| Polska | AirPlay – Największe skoki | 5                 |

## Certyfikat
| Kraj          | Certyfikat | Sprzedaż |
| ------------- | ---------- | -------- |
| Polska (ZPAV) | złoto      | 10 000+  |

| Kraj          | Certyfikat | Sprzedaż |
| ------------- | ---------- | -------- |
| Polska (ZPAV) | platyna    | 20 000+  |